# Rezerwat przyrody Torfowisko nad Jeziorem Morzysław Mały
Torfowisko nad Jeziorem Morzysław Mały – rezerwat torfowiskowy utworzony 23 października 1965, w województwie zachodniopomorskim, w powiecie drawskim, w gminie Złocieniec, 0,6 km na południe od jeziora Siecino, 1,5 km na południowy zachód od Cieszyna i 5,5 km na północ-północny wschód od Złocieńca, przy drodze Nowy Toporzyk-Cieszyno. Powierzchnia rezerwatu wynosi 9,61 ha (początkowo zajmował 7,57 ha). W granicach rezerwatu znajduje się jezioro Morzysław Mały
Rezerwat położony jest w Drawskim Parku Krajobrazowym, w obszarze chronionego krajobrazu Pojezierze Drawskie oraz na terenie obszaru specjalnej ochrony ptaków (OSO) Natura 2000 Ostoja Drawska (PLB 320019).
Celem ochrony jest zachowanie ekosystemu jeziora mezotroficznego, torfowiska przejściowego i trzęsawisk, torfowisk wysokich z roślinnością torfotwórczą, łęgu jesionowo-olszowego, olsu torfowcowego, boru bagiennego oraz populacji roślin rzadkich i chronionych: trzcinnik prosty (Calamagrostis stricta), turzyca strunowa (Carex chordorrhiza), turzyca bagienna (carex limosa), turzyca włosowata (Carex capillaris), bagnica torfowa (Scheuchzeria palustris), bażyna czarna (Empetrum nigrum), bagno zwyczajne (Ledum palustre), żurawina drobnolistkowa (Oxycoccus microcarpus), modrzewnica zwyczajna (Andromeda polifolia), rosiczka okrągłolistna (Drosera rotundifolia), wątlik błotny (Hammarbya paludosa), storczyk błotny (Orchis palustris), kukułka Traunsteinera (Dactylorhiza traunsteineri), a także zwierząt: żuraw (Grus grus), kumak nizinny (Bombina bombina), żaba moczarowa (Rana temporaria).
Nadzór: Nadleśnictwo Złocieniec.
Od zachodu rezerwat obchodzi znakowany zielony turystyczny Szlak Wzniesień Moreny Czołowej ze Złocieńca do Cieszyna.
0,7 km na południowy zachód rezerwat przyrody Jezioro Czarnówek (dojście tym samym zielonym Szlakiem Wzniesień Moreny Czołowej ze Złocieńca do Cieszyna).